# Gama-Renin
Gama-Renin (EC 3.4.21.54, Gamma-renin) je enzim. Ovaj enzim katalizuje sledeću hemijsku reakciju
Razlaganje Leu-Leu veze u sintetičkom tetradekapeptidu reninskog supstrata (konj), čime se formira angiotensin I, ali ne i aktivni prirodni angiotenzinogen, za razliku od renina (EC 3.4.23.15). Takođe dolazi do hidrolize Bz-Arg-p-nitroanilida
Ovaj enzim je član tkivne kalikreinske familije.

## Literatura
- Nicholas C. Price; Lewis Stevens (1999). Fundamentals of Enzymology: The Cell and Molecular Biology of Catalytic Proteins (Third изд.). USA: Oxford University Press. ISBN 019850229X.
- Eric J. Toone (2006). Advances in Enzymology and Related Areas of Molecular Biology, Protein Evolution (Volume 75 изд.). Wiley-Interscience. ISBN 0471205036.
- Branden C; Tooze J. Introduction to Protein Structure. New York, NY: Garland Publishing. ISBN 0-8153-2305-0.
- Irwin H. Segel. Enzyme Kinetics: Behavior and Analysis of Rapid Equilibrium and Steady-State Enzyme Systems (Book 44 изд.). Wiley Classics Library. ISBN 0471303097.
- William P. Jencks (1987). Catalysis in Chemistry and Enzymology. Dover Publications. ISBN 0486654605.

## Spoljašnje veze
- Gamma-renin на 